# Pernstein

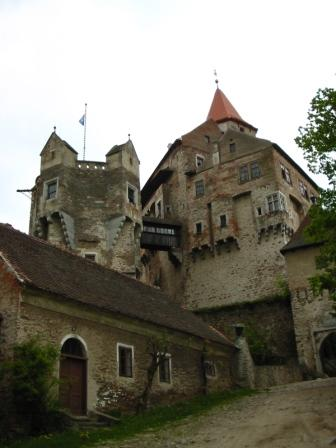
Castello di Pernštejn a Nedvědice

Pernstein era una nobile famiglia originaria della Moravia, che in seguito divenne importante anche in Boemia.  Il nome deriva dal castello di Pernstein, a nord di Brno.
L'antenato dei successivi signori di Pernstein era Stephan, dal sud di Brno, originario del villaggio di Medlov. La prima documentazione è del 25 settembre 1208.  Con Vratislav Eusebius von Pernstein nel 1631 si estinse la linea maschile della famiglia.

## Possedimenti
Tra i possedimenti dei Pernstein vi erano i seguenti castelli, città e tenute in Moravia e in Boemia: Auersperg, Brandeis, Bistrita, Frain, Frauenberg, Glatz, Helfenstein, Ingrowitz, Jakubov, Kojetín, Kralitz, Křižanov, Kunětická Hora, Landskron, Landsberg, Lititz, Litomyšl, Weisskirchen, Messeritsch, Mödlau, Morawetz, Náchod, Neustadt ad Mettau, Pardubitz, Pernštejn, Pysseletz, Blumenau, Pottenstein, Prerau, Proßnitz, Reichenau, Rohrbach, Seelowitz, Skály, Tobitschau, Trebitsch, Wildenschwerdt, Zubstein.

## Membri illustri
- Giovanni IV von Pernstein (1487-1548), Gran Tesoriere della Boemia
- Vratislav von Pernstein (1530-1582), Cancelliere Supremo di Boemia
- Polyxena von Pernstein (1566–1642), figlia di Vratislav, sposò prima nel 1587 Wilhelm von Rosenberg; poi nel 1603 Zdeněk Vojtěch Popel von Lobkowitz
- Johanna von Pernstein (1566-1631), figlia di Vratislav, fu duchessa di Villahermosa
- Bibiana von Pernstein (1578-1616), figlia di Vratislav e moglie di Francesco Gonzaga, terzo marchese di Castiglione